# Самоа на Светском првенству у атлетици на отвореном 2017.
Самоа је учествовала на Светском првенству у атлетици на отвореном 2017. одржаном у Лондону од 4. до 13. августа, учествовала шеснаести пут, односно учествовала је на свим првенствима до данас. Репрезентацију Самое представљала су два такмичара који се такмичили у три дисциплине.,.
На овом првенству такмичари Самое нису освојили ниједну медаљу нити су остварили неки резултат.

## Учесници
Мушкарци:
- Џереми Додсон — 100 м, 200 м
- Алекс Роуз — Бацање диска

## Резултати

### Мушкарци
| Атлетичар     | Дисциплина   | Лични рекорд | Квалификације | Квалификације | Полуфинале           | Полуфинале           | Финале               | Финале       | Детаљи |
| Атлетичар     | Дисциплина   | Лични рекорд | Резултат      | Место         | Резултат             | Место                | Резултат             | Место        | Детаљи |
| ------------- | ------------ | ------------ | ------------- | ------------- | -------------------- | -------------------- | -------------------- | ------------ | ------ |
| Џереми Додсон | 100 м        | 10,21 НР     | 10,52         | 6. у гр. 4    | Није се квалификовао | Није се квалификовао | Није се квалификовао | 36 / 46 (50) |        |
| Џереми Додсон | 200 м        | 20,27 НР     | 20,81         | 6. у гр. 5    | Није се квалификовао | Није се квалификовао | Није се квалификовао | 36 / 46 (50) |        |
| Алекс Роуз    | Бацање диска | 65,74 НР     | 61,62         | 9. у гр. Б    |                      |                      | Није се квалификовао | 19 / 30 (32) |        |